# 涅列列谢三世
安英（Ang Eng，1772年—1796年11月8日）。18世纪晚期柬埔寨王国的国王，号称那莱王（三世）（Neareay Reachea III），于1779年至1796年在位。越南史料稱其為匿印（Nặc Ấn）、匿燕（Nặc In）。

## 生平
安英是乌迭二世的儿子。1779年，阮主出兵誅殺安农二世後，立安英為國王。當時安英年僅八歲，以召華塔拉哈 (穆)（越史稱昭錘謨）為攝政，阮福映派胡文璘駐守柬埔寨「保護」之。因為塔拉哈的親越南表現，暹羅王鄭昭決定兼併柬埔寨。鄭昭派昭披耶·扎克里、昭披耶·索拉西兩位兄弟出兵討伐，扶立自己的兒子因他拉披他為柬埔寨國王。但戰爭開始之前，由於暹羅國內發生動亂，二兄弟便與越南將軍達成和解。隨後扎克里回軍曼谷平定叛亂，並殺死了鄭昭，即位成為拉瑪一世。
1782年，西山軍攻擊嘉定，打敗了阮主，阮主失去對柬埔寨的控制。披耶·裕瑪拉 (本)與披耶·甲叻洪 (蘇)攻佔烏棟，處死了塔拉哈 (穆)。隨後，本殺死了蘇，成為新的塔拉哈（攝政）。占族叛軍襲擊金邊，安英出逃暹羅避難，被暹羅國王拘留在了曼谷。拉瑪一世任命塔拉哈 (本)監督其內政，授予昭披耶·阿派普貝的爵位，從而徹底控制了柬埔寨。在曼谷，安英成為拉瑪一世的養子。
1794年，安英獲准返回烏棟。然而，阿派普貝及其支持者很不歡迎他。為了避免柬埔寨再次陷入內亂，拉瑪一世讓阿派普貝離開烏棟。拉瑪一世命令將馬德望省和暹粒省自柬埔寨分離，任命阿派普貝為這裡的總督。
1796年，安英逝世。然而，暹羅人不准其子繼位，直至1806年才扶持他的长子安赞二世继位。